# Deutsche Gesellschaft für Chirurgie
Deutsche Gesellschaft für Chirurgie (DGCh) ist eine wissenschaftliche Fachgesellschaft der deutschen Chirurgen; Sitz ist in Berlin.

## Geschichte

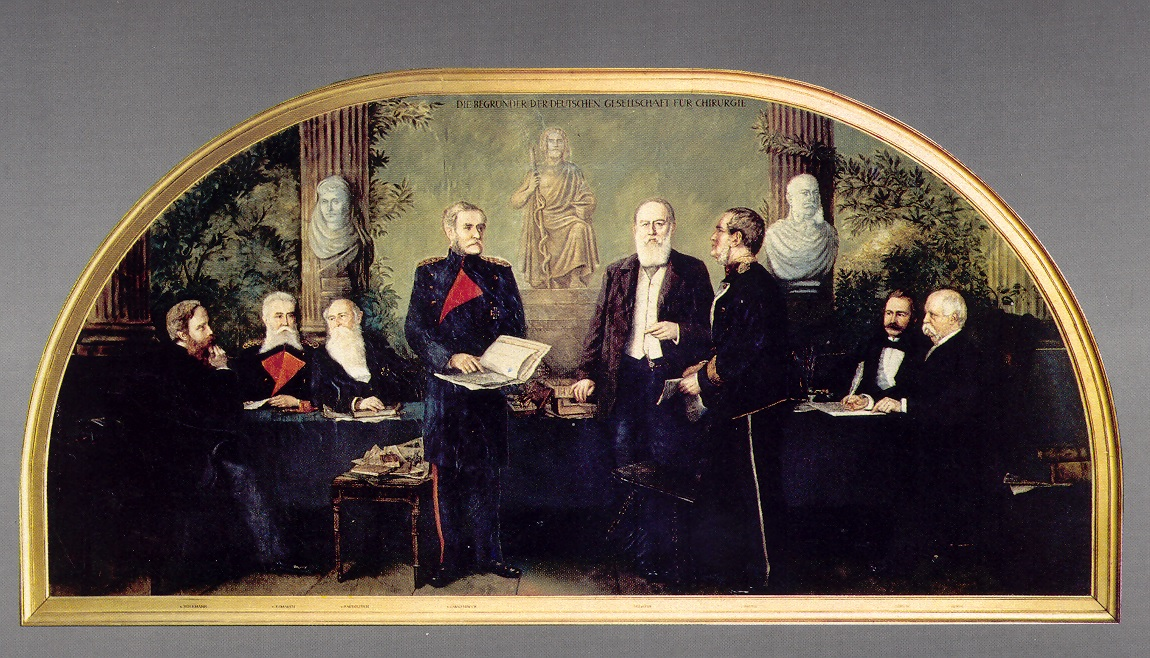
Gründer der Deutschen Gesellschaft für Chirurgie (1872)

Die Deutsche Gesellschaft für Chirurgie wurde 1872 im Berliner Hôtel de Rome, in der Straße Unter den Linden, gegründet. Die Initiative hierfür ging im März desselben Jahres von den Chirurgen Bernhard von Langenbeck, Gustav Simon und Richard Volkmann aus.
Die eigentliche Gründungsversammlung wählte folgenden Vorstand:
- Bernhard von Langenbeck, Vorsitzender und lebenslänglich[1] Ehrenvorsitzender
- Victor von Bruns, stellvertretender Vorsitzender
- Richard Volkmann, 1. Schriftführer
- Ernst Julius Gurlt, 2. Schriftführer
- Friedrich Trendelenburg, Kassenführer

In den Ausschuss wurden Theodor Billroth, Heinrich Adolf von Bardeleben, Wilhelm Baum und Gustav Simon gewählt. Schon damals stand fest, dass die Gesellschaft jährlich einen Kongress von drei bis vier Tagen veranstalten würde. Die erste Versammlung tagte vom 10. bis 13. April 1872 in der Friedrich-Wilhelms-Universität. Dieser erste Kongress der DGCh thematisierte unter anderem den „Vergleich der Knochenbrüche der unteren Extremitäten in Kriegs- und Friedenszeiten“. Auf den dort gewonnenen Erkenntnissen baute später unter anderem die „neue Lehre von der Wundvergiftung“ auf. Von Langenbeck blieb – obgleich er den Zusammenschluss zunächst angeblich ablehnte – über 13 Jahre hinweg Präsident der Gesellschaft und verhalf dem Unternehmen auf diese Weise zu großem Erfolg. Noch heute erinnert das Gründerbild von Ismail Gentz von 1894 im Langenbeck-Virchow-Haus an die Gründung im Jahr 1872. Der Kongress verlagerte sich wenige Jahre später zunehmend in den Hörsaal der I. Königlichen Chirurgischen Universitätsklinik in der Ziegelstraße. Schließlich bot das unter Beteiligung des deutschen Kaiserhauses errichtete und 1893 eingeweihte „alte Langenbeck-Haus“ an der Spree den Kongressen und einer umfangreichen Bibliothek bis 1915 einen Ort.
Der Neubau der I. Königlichen Chirurgischen Universitätsklinik Berlin sollte sich zu einem „Mekka“ der Chirurgie mit weltweitem Ruf entwickeln. Darin wirkte als Direktor viele Jahre Ernst von Bergmann; auch als langjähriger Präsident der Gesellschaft. Ebenso waren hier August Bier und Georg Magnus tätig. Zum weltweiten Ruf der II. Chirurgischen Universitätsklinik in der alten Charité trug unter anderem nach 1907 Ferdinand Sauerbruch bei. Nachdem das alte Langenbeck-Haus für die DGCh zu klein geworden war, entschied sie sich gemeinsam mit der Berliner Medizinischen Gesellschaft (BMG) im Jahr 1915 für den Bau des Langenbeck-Virchow-Hauses, ihrem heutigen Sitz. Der Erste Weltkrieg verzögerte die Einweihung bis in das Jahr 1920, die schließlich gemeinsam mit dem 44. Deutschen Chirurgenkongress stattfand. Bis in den Zweiten Weltkrieg diente das Gebäude DGCh und BMG als Tagungsstätte. Danach war es Sitz der Sowjetischen Militäradministration in Deutschland. Im Jahr 1953 durch die DDR enteignet, wählte die Volkskammer hier noch im selben Jahr Wilhelm Pieck zum ersten Präsidenten der DDR. Nach Jahrzehnten einer wechselvollen Geschichte bis zur Wende und friedlichen Revolution in der DDR 1989 und anschließenden langjährigen Verhandlungen ging das Langenbeck-Virchow-Haus im Jahr 2002 wieder in die Hände seiner beiden Gründungsgesellschaften.
Parallel zu den wissenschaftlichen Entwicklungen vollzog sich ein entscheidender Strukturwandel innerhalb der Gesellschaft: Der zunehmenden Spezialisierung trugen Änderungen in der Weiterbildungsordnung Rechnung – zunächst durch Teilgebiete, schließlich durch Schwerpunkte und eigene Gebiete. Heute sind die chirurgischen Spezialgebiete als assoziierte Mitglieder unter dem Dach der Deutschen Gesellschaft für Chirurgie vereint.
Im Jahr 2011 veröffentlichte die DGCh das Buch Deutsche Gesellschaft für Chirurgie 1933–1945. Medizinhistoriker porträtieren und analysieren darin die Positionen der DGCh-Präsidenten während der Diktatur. Die Autoren setzen sich insbesondere mit den Reden der Präsidenten und deren persönlichen Niederschriften auseinander. Die vorgestellten Biografien, wissenschaftlichen Erkenntnisse und politischen Aktivitäten stützen sich auf ungekürzte Quellen und Dokumentationen. Ein zweiter Band wird sich mit den Schicksalen der damals aus der DGCh ausgegrenzten Mitglieder befassen.
Die DGCh gehört zu den ältesten medizinischen Fachgesellschaften der Welt. Im Jahr 2012 gehören ihr etwa 6600 Mitglieder an. Mit den über die einzelnen Fachgesellschaften assoziierten Mitgliedern vertritt sie heute rund 17.500 Chirurgen.
Die Deutsche Gesellschaft für Chirurgie ist Mitglied in der Arbeitsgemeinschaft der Wissenschaftlichen Medizinischen Fachgesellschaften (AWMF).

## Liste der Mitgliedsgesellschaften der Deutschen Gesellschaft für Chirurgie
In der DGCh sind 10 chirurgische Fachgesellschaften Mitglied:
| Nr. | Fachgesellschaft                                                         | Gründung       | Mitgliederzahl |
| --- | ------------------------------------------------------------------------ | -------------- | -------------- |
| 1   | Deutsche Gesellschaft für Allgemein- und Viszeralchirurgie (DGAV)        | 1998           | 6.000          |
| 2   | Deutsche Gesellschaft für Handchirurgie (DGH)                            | 1900           |                |
| 3   | Deutsche Gesellschaft für Kinderchirurgie (DGKCH)                        | 1957           |                |
| 4   | Deutsche Gesellschaft für Thorax-, Herz- und Gefäßchirurgie (DGTHG)      | 1971           |                |
| 5   | Deutsche Gesellschaft für Mund-, Kiefer- und Gesichtschirurgie (DGMKG)   | 1951           | 1985           |
| 6   | Deutsche Gesellschaft für Neurochirurgie (DGNC)                          | 1950           | 1823           |
| 7   | Deutsche Gesellschaft für Orthopädie und Orthopädische Chirurgie (DGOOC) | 1901           |                |
| 8   | Deutsche Gesellschaft für Unfallchirurgie (DGU)                          | 1922 in Berlin | 4800           |
| 9   | Deutsche Gesellschaft für Ästhetisch-Plastische Chirurgie (DGÄPC)        | 1972           |                |
| 10  | Deutsche Gesellschaft für Gefäßchirurgie und Gefäßmedizin (DGG)          | 1984 in Berlin | 3000           |

## Sitz der Gesellschaft
Sitz der DGCh ist Berlin. Ihre Geschäftsstelle unterhält sie im Langenbeck-Virchow-Haus in der Luisenstraße 58/59 in Berlin-Mitte. Das Haus der Chirurgie ist heute unter anderem Sitz aller wissenschaftlich-chirurgischen Fachgesellschaften und des Berufsverbandes Deutscher Chirurgen.

## Studienzentrum (SDGC)
Das in Heidelberg ansässige Studienzentrum der Deutschen Gesellschaft für Chirurgie (SDGC) plant und koordiniert randomisiert kontrollierte Studien, die operative Verfahren und chirurgische Techniken miteinander vergleichen. Kriterien für die Auswahl sind neben der klinischen Relevanz und der Originalität auch die Finanzier- und Durchführbarkeit eines vorgeschlagenen Projektes. Um über laufende klinische Studien zu informieren, ist das SDGC auf dem alljährlich stattfindenden Chirurgenkongress mit einem Stand vertreten. In der monatlich erscheinenden Zeitschrift „Der Chirurg“ werden die vom SDGC geförderten Projekte ebenfalls vorgestellt.

## Preise und Stipendien
Die DGCh verleiht verschiedene Preise und Stipendien. Sie kommt damit unter anderem ihrer Aufgabe nach, den chirurgischen Nachwuchs zu fördern aber auch, herausragende Leistungen in der Chirurgie zu würdigen. Sie verleiht folgende Preise:
- Von-Langenbeck-Preis
- Rudolf-Zenker-Preis (gestiftet von der B. Braun Melsungen AG als Jubiläumspreis)
- Karl-Heinrich-Bauer-Preis (Tumorforschung)
- Felicién-Steichen-Preis (Erstvergabe 2001)
- Förderpreis perioperative Medizin (Vergabe seit 2008)
- Erich-Lexer-Preis
- Wolfgang-Müller-Osten-Preis
- Video-Filmpreis
- Edgar-Ungeheuer-Preis
- Poster-Preis

## Aktivitäten
Tagungen, Arbeitsgemeinschaften und Sektionen bieten Mitgliedern der DGCh die Möglichkeit, die wissenschaftlichen und praktischen Fortentwicklungen auf speziellen Arbeitsgebieten der Chirurgie kennenzulernen. Sie erlauben es den Beteiligten zudem, sich weiterzuentwickeln und sich, soweit entsprechende Anforderungen bestehen, für diese Arbeitsgebiete objektiv nachweisbar zu qualifizieren. In der Mitgliederzeitschrift „Mitteilungen der DGCh“ berichten die Arbeitsgemeinschaften und Sektionen jährlich über ihre Aktivitäten.

## Sektion Chirurgische Forschung
Die Sektion Chirurgische Forschung der Deutschen Gesellschaft für Chirurgie ist eine Vereinigung der auf dem Gebiet der chirurgischen Forschung tätigen bzw. auf diesem Gebiet in wissenschaftlichem Austausch verbundenen Wissenschaftlern.
Spezielle Ziele der Sektion sind:
- Förderung der chirurgischen Forschung insbesondere durch Erfahrungsaustausch, Veranstaltungen und Arbeitstagungen und Beratungen der Mitglieder im Deutschen Sprachgebiet.
- Pflege der Zusammenarbeit mit fachnahen Disziplinen.
- Beratung des Präsidiums der Deutschen Gesellschaft für Chirurgie über die wichtigen praktischen und wissenschaftlichen Belange der chirurgischen Forschung.
- Beratung des Präsidenten der Deutschen Gesellschaft für Chirurgie in der Auswahl der Themen und der Redner für den Jahreskongress der Gesellschaft, insbesondere für das Chirurgische Forum.

## Arbeitsgemeinschaften
Die Chirurgischen Arbeitsgemeinschaften (CA...) widmen sich einem umschriebenen Aufgabengebiet.
- Akutschmerz (CAAS)
- Ambulantes Operieren (CAAO)
- Entwicklungsländer (CAEL)
- Intensiv- und Notfallmedizin (CAIN)
- Krankenhausstruktur (CAK)
- Lehre (CAL)
- Medien (CAM)
- Qualität und Sicherheit (CAQS)
- Perioperative Medizin (CAPM)
- Minimalinvasive, computer- und telematikassistierte Chirurgie (CATC)

## Jahreskongress (Deutscher Chirurgenkongress)
Die DGCh veranstaltet jährlich den Deutschen Chirurgenkongress. Seine Themen sind schwerpunkts- und gebietsübergreifenden gesetzt. Der jeweilige Präsident gestaltet und leitet diesen im Einvernehmen mit dem Präsidium. Der erste Chirurgenkongress fand 1872 in Berlin statt, Berlin blieb Kongressort bis 1940. Der erste Kongress der Deutschen Gesellschaft für Chirurgie nach 1945 fand 1949 unter Vorsitz von Eduard Rehn in Frankfurt am Main im Zirkus-Althoff-Bau am Zoologischen Garten statt. Das Grußwort des Professors Buer vom Institut International de Medicine de Paris stand dabei unter dem Motto „Europäische Union“. Nach dem Zweiten Weltkrieg tagte die DGCh ansonsten über 40 Jahre in München (etwa im Deutschen Museum oder im Kongresszentrum Riem). Der 100. Kongress der Gesellschaft fand traditionsgemäß in Berlin statt. Zu diesem Anlass veröffentlichten die Chirurgen Hans-Wilhelm Schreiber und Gert Carstensen annähernd 50 Einzelbeiträge zur Geschichte der Chirurgie von 1945 bis 1983. Heute wechselt der um Ostern stattfindende Kongress jährlich zwischen Leipzig und München.

## Publikationsorgane
- Die Mitteilungen (Thieme) erscheinen viermal jährlich und sind auch online verfügbar. Einmal im Jahr werden hierin die Arbeiten und Beschlüsse der Sektionen und Arbeitsgemeinschaften bekanntgegeben. Die Rubrik „Junge Chirurgen“ wendet sich an den Nachwuchs.
- Der Chirurg
- Langenbeck’s Archives of Surgery
- Chirurgisches Forum (Springer)

## Leitlinien zur Behandlung
Die Gesellschaft entwickelt zu Themen ihres Fachgebiets medizinische Leitlinien, die im Rahmen des AWMF-Leitlinienprogramms veröffentlicht werden.